# الکساندر فروتوس
الکساندر فروتوس (انگلیسی: Alexandre Frutos؛ زادهٔ ۲۳ آوریل ۱۹۸۲) بازیکن فوتبال اهل فرانسه است.
از باشگاه‌هایی که در آن بازی کرده‌است می‌توان به باشگاه فوتبال متس و باشگاه فوتبال برایتون اند هوو آلبیون اشاره کرد.